# Elecciones presidenciales de Uruguay de 1868
Las elecciones presidenciales de 1868 fueron las octavas elecciones presidenciales celebradas en el inestable Estado Oriental del Uruguay. Estas se realizaron el 1 de marzo de 1868 para elegir al presidente de la república en el período comprendido entre el 1 de marzo de 1868 al 1 de marzo de 1872

## Antecedentes

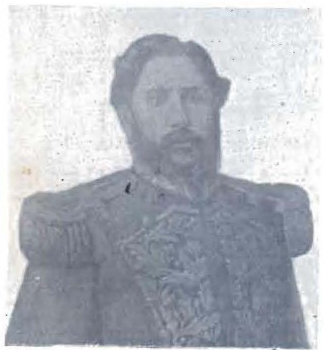
Coronel Francisco Caraballo

Tras el "Día de los Cuchillos Largos", donde fueron asesinados los caudillos Venancio Flores y Bernardo Prudencio Berro, la política nacional se veía muy agitada y dividida entre los colorados floristas y los conservadores.
Salieron las primeras candidaturas, en liderazgo se encontraba el "Goyo Jeta" para los floristas. Una campaña inesperada de último momento de Lorenzo Batlle para el lado conservador se llevaría 22 votos antes de la elección, por lo que a la hora de elegir, como ya contaba con la victoria, todos lo votarían y asumiría con unanimidad.

## Sistema Electoral

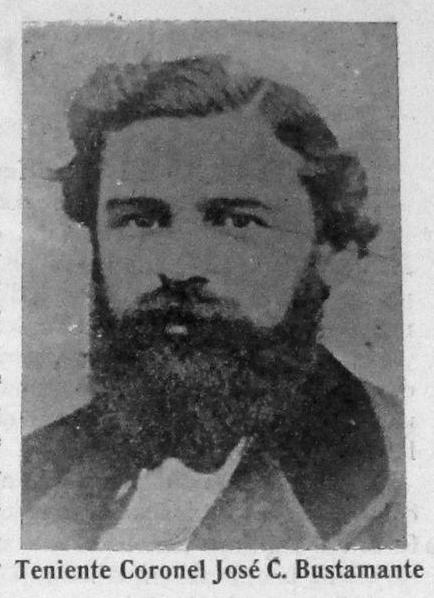
Postulante florista y exjefe político capitalino

El sufragio solo lo ejercían los miembros de la asamblea general. El voto no era secreto, ya que los Diputados y Senadores tenían que firmar su balota.

## Resultados
| Candidato               | Partido                        | Votos | %   |
| ----------------------- | ------------------------------ | ----- | --- |
| Lorenzo Batlle          | Partido Colorado (Conservador) | 42    | 100 |
| José Gregorio Suárez    | Partido Colorado (Florista)    | 0     | 0   |
| Francisco Caraballo     | Partido Colorado               | 0     | 0   |
| José Cándido Bustamante | Partido Colorado (Florista)    | 0     | 0   |
| Pedro Varela            | Partido Colorado (Florista)    | 0     | 0   |
| Total                   | Total                          | 42    | 100 |
| Fuente:                 |                                |       |     |

## Consecuencias

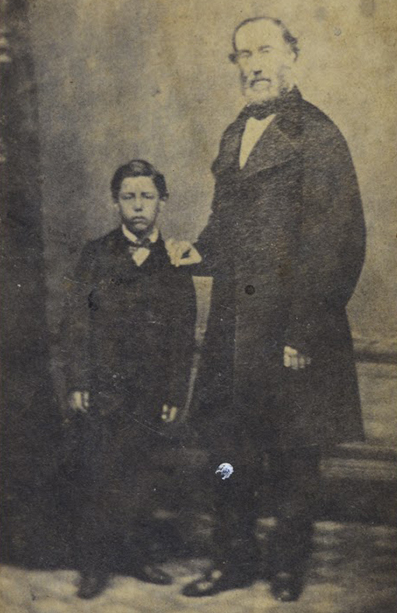
Presidente electo con su hijo y futuro presidente José Batlle y Ordóñez

En gobierno, Lorenzo Batlle sufriría la Revolución de las Lanzas. Lo que llevaría a un gran tambaleo social.
Económicamente fue un gobierno mediocre, gracias a una quiebra que destruyó todos los bancos e hizo que los empleados públicos no pudieran cobrar ni un peso.
El interinato de Tomás Gomensoro pudo reparar los estragos de divisiones entre ambas divisas políticas cediendo algunas jefaturas departamentales a los blancos.